# Джибаннагар
Джибаннагар (бенг. জীবননগর, англ. Jibannagar) — город на западе Бангладеш, административный центр одноимённого подокруга. Площадь города равна 15,41 км². По данным переписи 2001 года, в городе проживало 25 742 человека, из которых мужчины составляли 51,26 %, женщины — соответственно 48,74 %. Плотность населения равнялась 1670 чел. на 1 км². Уровень грамотности населения составлял 26,8 % (при среднем по Бангладеш показателе 43,1 %). 